# Río Andalién
El río Andalién es un curso natural de agua que atraviesa parte de la ciudad de Concepción, y las comunas de Florida, Penco y Talcahuano, desembocando en lo que se conoce como la Bahía de Concepción. 

## Trayecto
El río Andalién nace de la confluencia de los esteros Poñén, el cual viene de la línea de displuvio del norte, y Curapalihue, que viene desde el sur. En su trayecto se pueden apreciar sus innumerables vueltas entre las cerrilladas de la cordillera costera, la última de las cuales es un arco abierto al sur que bordea la ciudad de Concepción. Además esta llanura aluvial suele dividirse en dos o más brazos antes de vaciarse en un gran ensanchamiento de la costa sur de la bahía de Concepción, específicamente en Playa Negra, de la comuna de Penco. Paralelamente, es apreciable en este sector la presencia de un imponente muelle que pertenece a la empresa particular COSAF.
La cuenca del río Andalién abarca aproximadamente el 23% de la provincia de Concepción e incluye además parte de las comunas de Penco, Florida, Talcahuano y Tomé. 
Desde su nacimiento y hasta la unión de los límites de Talcahuano y Penco, el río atraviesa gran parte de la ciudad de Concepción, para desembocar en los límites de Penco y Talcahuano. La longitud del río Andalién asciende a unos 36 km.

## Caudal y régimen
El informe de la Dirección General de Aguas concluye para el río Andalién:: 30 
En la cuenca del río Andalién, desde su nacimiento en la unión de los esteros Poñén y Curapalihue en la cordillera de la Costa, hasta su desembocadura en el océano Pacífico, se observa un marcado régimen pluvial, con los mayores caudales en meses de invierno, producto de importantes lluvias invernales que ocurren en la cuenca. Debido a la baja elevación en que se encuentra no se aprecia influencia nival alguna.
En años húmedos los mayores caudales ocurren entre mayo y agosto, producto de importantes lluvias invernales. En años secos los mayores caudales también se deben a aportes pluviales, presentándose entre julio y agosto.
El período de menores caudales se observa en el trimestre dado por los meses de enero, febrero y marzo.

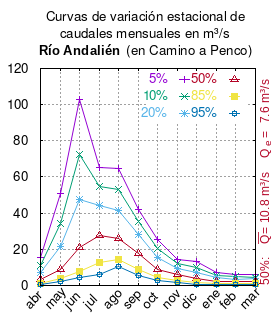
Curvas de variación estacional del río Andalién en Camino a Penco.

El caudal del río (en un lugar fijo) varía en el tiempo, por lo que existen varias formas de representarlo. Una de ellas son las curvas de variación estacional que, tras largos periodos de mediciones, predicen estadísticamente el caudal mínimo que lleva el río con una probabilidad dada, llamada probabilidad de excedencia. La curva de color rojo ocre (con {\displaystyle {\color {Red}\vartriangle }}) muestra los caudales mensuales con probabilidad de excedencia de un 50%. Esto quiere decir que ese mes se han medido igual cantidad de caudales mayores que caudales menores a esa cantidad. Eso es la mediana (estadística), que se denota Qe, de la serie de caudales de ese mes. La media (estadística) es el promedio matemático de los caudales de ese mes y se denota {\displaystyle {\overline {Q}}}. 
Una vez calculados para cada mes, ambos valores son calculados para todo el año y pueden ser leídos en la columna vertical al lado derecho del diagrama. El significado de la probabilidad de excedencia del 5% es que, estadísticamente, el caudal es mayor solo una vez cada 20 años, el de 10% una vez cada 10 años, el de 20% una vez cada 5 años, el de 85% quince veces cada 16 años y la de 95% diecisiete veces cada 18 años. Dicho de otra forma, el 5% es el caudal de años extremadamente lluviosos, el 95% es el caudal de años extremadamente secos. De la estación de las crecidas puede deducirse si el caudal depende de las lluvias (mayo-julio) o del derretimiento de las nieves (septiembre-enero).

## Historia

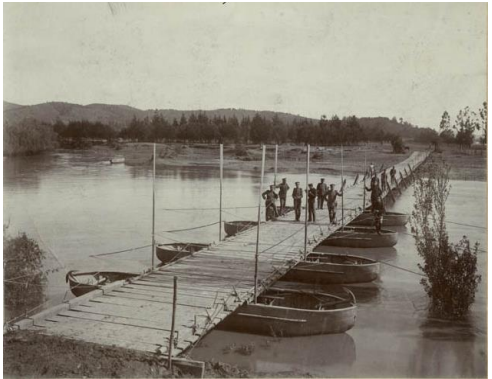
Puente sobre el río Andalién construido por la compañía de Pontoneros del grupo de ingenieros militares en 1929.

La toponimia del río Andalién está formada por "anca" (cuerpo) y de "ighen" (todo esto significa cuerpo de plata); otra versión, «aunque su nombre propio», como dice el Padre Diego de Rosales, «es Antulien, que quiere decir «plata del sol» (antu o anty, el sol).
Francisco Solano Asta-Buruaga y Cienfuegos escribió en 1899 en su Diccionario Geográfico de la República de Chile sobre el río:
Andalién.-—Río de la provincia de Concepción, que se forma principalmente de los derrames de los cerros próximos al N. y NE. de la ciudad de la Florida, que se reúnen al riachuelo de Curapalihue á poca distancia hacia el O. de esa ciudad. De aquí sigue un curso algo tortuoso hacia el NO., al través de lomas más ó menos altas y á lo largo de angostos valles, hasta la inmediación del costado nordeste de la ciudad de Concepción, donde lo cruza un puente de hierro y madera de 147 metros de longitud, construido en 1884; desde donde prosigue hacia el N. para ir á echarse en la bahía de Talcahuano á poco más de un kilómetro al O. de Penco, formando al borde de la playa unas prolongadas lagunas; véase Rocuant. Es de poco caudal y de curso que no pasa de 60 á 65 kilómetros, y de riberas cultivables, en especial por donde se abren los valles denominados de Palomares, Puchacay, Toncón, &c. A sus orillas, como á 10 ó 13 kilómetros hacia el E. de Penco, se encontró el gobernador, Pedro de Valdivia por primera vez, 24 de febrero de 1550, con los araucanos, quien, según Ercilla,
Una batalla tuvo aqui sangrienta.
Donde á punto llegó de ser perdido.
Este río toma en varias secciones la denominación del valle que atraviesa, como de Palomares, Puchacay, &c., y, aún en la inferior, se le llamó al principio de la conquista río de San Pedro, en obsequio de dicho gobernador.

### Inundaciones
El río Andalién ha sufrido durante las últimas décadas, una importante perturbación antropogénica, la cual se ha visto reflejada precisamente por la licitación de diversas construcciones cercanas a la ribera, estas han provocado una serie de perturbaciones hacia el caudal. En julio del año 2006, producto de intensas lluvias, se produjo un desbordamiento de los cauces fluviales de este río, en las cuales derivó en una serie de inundaciones que afectaron mayoritariamente al sector conocido como "Collao". Una gran cantidad de viviendas urbanas se vieron afectadas producto de este hecho. Los afectados de esta inundación, interpusieron una demanda en contra del Estado de Chile, la cual, tras largos años de investigación, la Corte Suprema dictaminó que hubo falta de servicio por parte del estado, ya que el desbordamiento de los cauces fluviales se debió a los trabajos que realizaba el Ministerio de Obras Públicas en ese entonces, y que provocaron que la lluvia llegara hasta el interior de las viviendas, esto replicó en cuantiosas pérdidas para los residentes.

## Población, economía y ecología

### Hidrogeología
La cuenca hidrogeológica del río Andalién se extiende desde la latitud 36º30’ por el norte hasta la latitud 36º50’ por el sur. Se desarrolla por un basamento de formaciones rocosas plutónicas e hipoabisales que corresponden al batolito de la cordillera de la costa. Esta formación rocosa (intrusivos graníticos) destaca por su nula permeabilidad, por lo cual el acuífero asociado escurre entre el suelo y el basamento plutónico en dirección este a oeste hasta la bahía de Concepción.

### Geología y vulcanismo

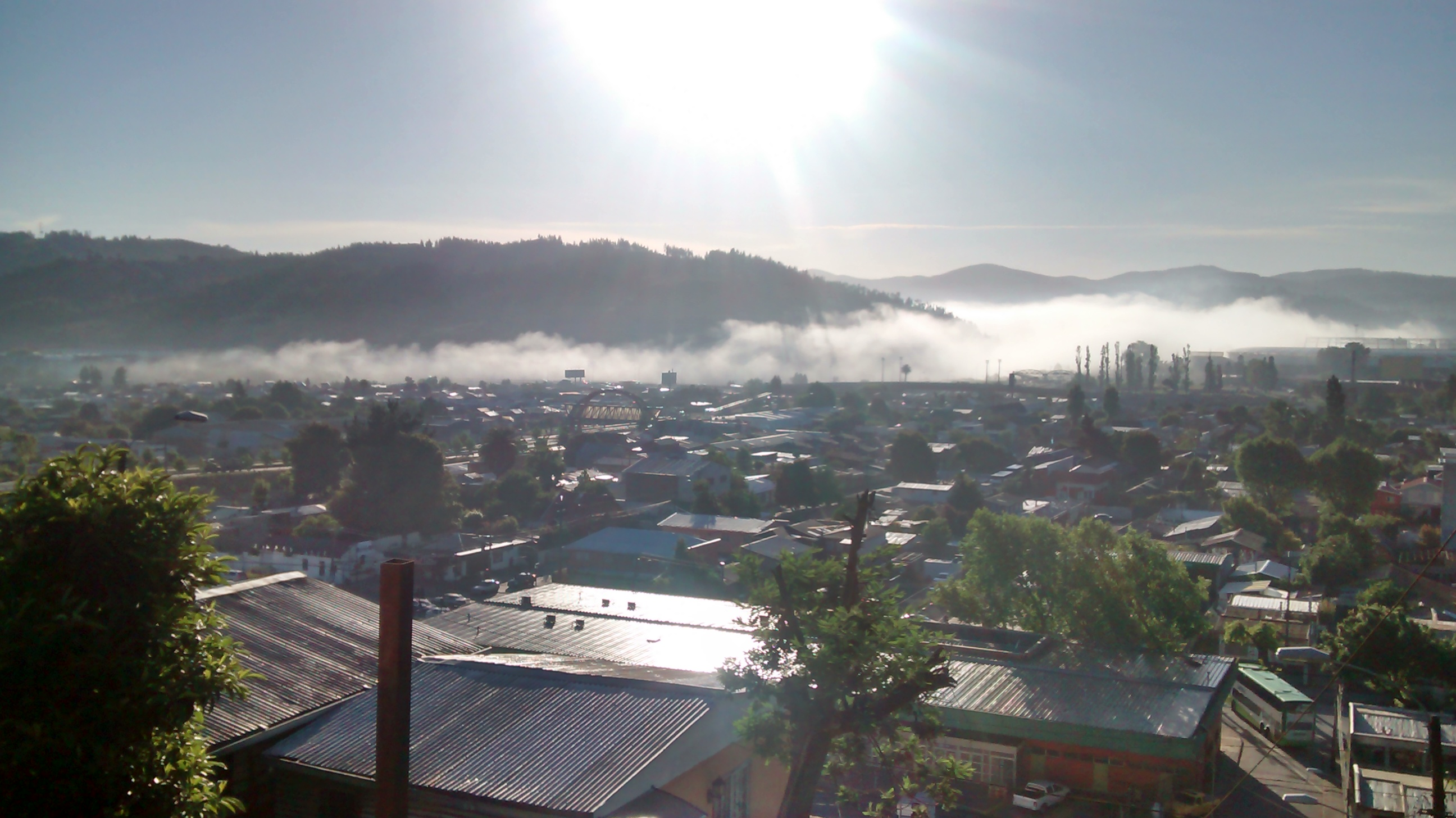
Vista matinal hacia el río Andalién, desde el Cerro La Pólvora en la Ciudad de Concepción.

La geología de la cuenca del Andalién posee diversas formaciones rocosas de entre las cuales destacan:
- Sector costero de la cuenca: rocas Qm, del tipo sedimentaria del Pleistoceno-Holoceno; depósitos litorales: arenas y gravas; rocas Pz4b, del tipo sedimentaria del Silúrico-Carbonífero; pizarras, filitas y metareniscas con metamorfismo de bajo gradiente del carbonífero temprano.
- Zona media y alta de la cuenca: la superficie de la cuenca se caracteriza por tener rocas CPg con pocas y pequeñas intercalaciones de rocas Kiag.
- Rocas CPg, del tipo volcano-sedimentario del Cretácico inferior altocretácico superior bajo. Secuencias sedimentarias y volcánicas, rocas epiclásticas, piroclásticas, lavas andesíticas y basálticas con intercalaciones lacustres, localmente marinas.
- Rocas Kiag, del tipo intrusivas del Cretácico inferior alto-cretácico superior bajo. Dioritas y monzodioritas de piroxeno y hornblenda, granodioritas, monzodioritas de hornblenda y biotita. Asocioados a mineralización de Fe, Cu, Au.

La cuenca no presenta volcanes, pero sí existe influencia por parte de aquellos que se ubican en cuencas vecinas.

### Flora terrestre
La flora terrestre de la cuenca, se caracteriza principalmente por la presencia de la comunidad vegetal del bosque caducifolio de Concepción. Esta formación vegetal se extiende por las laderas bajas y medias de la Cordillera de la Costa, en la VII Región, presentando una fase húmeda hacia la vertiente oceánica y una fase seca hacia el oriente. Originalmente debe haber tendido un gran desarrollo y riqueza florística, pero en los últimos años, esta ha sido casi completamente destruida y fragmentada, debido a diversos factores, entre estos, se encuentra principalmente el accionar del sector forestal, en sectores aledaños a la ribera, introduciendo especies exóticas como; Pinus radiata y Eucaliptus sp.
Sin embargo, todavía es posible apreciar ciertos sectores de la ribera con comunidades vegetales nativas, entre las cuales se cuenta: Nothofagus Obliqua (Hualle), Gomortega keule (Roble – Keule), Cytisus monopessulanus - Sarothamnus scoparius (Luvia de Oro – Ratamillo), Griselinia scandens (Yelmo), Aster Vahlii (Aster), Peumus boldus (Boldo), Cryptocarya alba (Peumo), Citronella mucronata (Naranjillo), Aristotelia chilensis (Maqui).